# Felix Lobedank
Felix Lobedank (* 12. August 1984 in Bamberg) ist ein ehemaliger deutscher Handballspieler, der aktuell als Handballtrainer tätig ist.

## Karriere
Felix Lobedank begann seine aktive Karriere beim TV Coburg-Ketschendorf. Danach wechselte er zum damaligen Regionalligisten HSC Coburg. 2005 wechselte er zum damaligen Zweitligisten HBW Balingen-Weilstetten. Mit der Mannschaft wurde er in der Saison 2005/2006 Meister und stieg mit ihr in die 1. Bundesliga auf. Später war er für das HBL All-Star Game 2010 nominiert. Im Sommer 2011 wechselte Lobedank zum Ligarivalen Frisch Auf Göppingen. Mit Göppingen gewann er 2012 den EHF-Pokal. Ab der Saison 2016/17 stand er beim TVB 1898 Stuttgart unter Vertrag. Im Sommer 2018 verließ Lobedank den TVB und wechselte zum Oberligisten SG Pforzheim/Eutingen, wo er nach einer Spielzeit seine Karriere beendete.
Lobedank war ab Januar 2023 beim TVB 1898 Stuttgart als Co-Trainer neben Michael Schweikardt tätig. Im November 2024 wurden beide freigestellt.

## Bundesligabilanz
| Saison    | Verein                   | Spielklasse | Spiele | Tore | 7-Meter | Feldtore |
| --------- | ------------------------ | ----------- | ------ | ---- | ------- | -------- |
| 2006/07   | HBW Balingen-Weilstetten | Bundesliga  | 21     | 40   | 0       | 40       |
| 2007/08   | HBW Balingen-Weilstetten | Bundesliga  | 21     | 51   | 0       | 51       |
| 2008/09   | HBW Balingen-Weilstetten | Bundesliga  | 34     | 83   | 0       | 83       |
| 2009/10   | HBW Balingen-Weilstetten | Bundesliga  | 34     | 123  | 0       | 123      |
| 2010/11   | HBW Balingen-Weilstetten | Bundesliga  | 28     | 100  | 0       | 100      |
| 2011/12   | Frisch Auf Göppingen     | Bundesliga  | 32     | 74   | 0       | 74       |
| 2012/13   | Frisch Auf Göppingen     | Bundesliga  | 27     | 42   | 0       | 42       |
| 2013/14   | Frisch Auf Göppingen     | Bundesliga  | 34     | 92   | 0       | 92       |
| 2014/15   | Frisch Auf Göppingen     | Bundesliga  | 33     | 58   | 0       | 58       |
| 2015/16   | Frisch Auf Göppingen     | Bundesliga  | 20     | 37   | 0       | 37       |
| 2016/17   | TVB Stuttgart            | Bundesliga  | 26     | 46   | 0       | 46       |
| 2017/18   | TVB Stuttgart            | Bundesliga  | 10     | 7    | 0       | 7        |
| 2006–2018 | gesamt                   | Bundesliga  | 320    | 753  | 0       | 570      |

## Privates
Lobedank hat ein abgeschlossenes Studium in Sportwissenschaften.